# Eublemma rhodocraspis
Eublemma rhodocraspis is een vlinder van de familie van de spinneruilen (Erebidae). De wetenschappelijke naam van deze soort werd voor het eerst voorgesteld door Herbert Druce in een publicatie uit 1909.
De soort komt voor op Borneo (Sabah).